# Нов курс на Рузвелт
New Deal (Нов курс) е политика на американския президент Франклин Делано Рузвелт за борба с Голямата депресия, последвала срива на борсата през 1929 г., изразена в редица правителствени програми между 1933 и 1938 г. Политиката намесва държавата в свободата на икономиката, която дотогава е била неприкосновена.

## Предистория
Между 24 и 29 октомври 1929 г. се сриват курсовете на акциите на Уолстрийт. Ефектът на доминото удря банковия сектор, кредитирането, предприятията, води до фалити, безработица, намаляване на покупателната способност, свръхпроизводство, падане на цените на продуктите. В САЩ кризата увеличава значително нивото на безработицата, тръгвайки от 3%, за да стигне до 25% през 1932. Свободното движение на стоки и капитали прехвърля кризата отвъд океана, впоследствие по целия свят.
По време на предизборната си кампания Рузвелт се зарича: „Обещавам ви, обещавам и на себе си, че хората на Америка ще имат нов курс“, като този лозунг става емблематичен за неговата кампания, а по-късно се превръща и в законодателна програма. Виждайки, че сталинистка Русия не е засегната от кризата, много хора решават, че излизането от катастрофата се крие в планирането на икономиката. Другият кандидат на изборите е либералът Хърбърт Хувър. Според либералната теория от онази епоха икономическите кризи са нещо нормално и икономиката сама намира сили да излезе от тях посредством предприемачеството. Рузвелт печели изборите със значителна преднина, партията му получава също силни позиции в Конгреса.

## Реформите
Историците и икономистите определят първите 100 дни на реформи (между 9 март и 16 юни 1933 г.) като New Deal. Следващата вълна реформи се нарича съответно вторият New Deal.
На 4 март почти всички банки в страната са затворени и Рузвелт ги задържа затворени до издаването на нов закон. На 9 май Рузвелт изпраща в Конгреса за гласуване спешен акт, свързан с банките, който е бил до известна степен подготвен от администрацията на Хувър. Актът е гласуван като закон още същия ден. Той предвижда отваряне на банките под контрол на федералния трезор, както и с федерални помощи при нужда. 3/4 от банките отварят врати в последвалите 3 дена, валутата се стабилизира и златото се връща в трезорите им, стабилизирайки банковата система. С изпълнителна заповед 6102 Рузвелт задължава частното злато да бъде обменено в долари на съответната стойност. След януари 1934 международната цена на долара е деноминирана с 40%, от което печели американската продукция на вътрешния пазар.
Политиката на големите проекти съживява всички сектори на американската икономика. Строителството на язовири в Тенеси намалява наводненията, увеличава производството на електричество и най-вече намалява безработицата. Проект от такава величина ангажира хора от редица сектори, които намират отново работа, повишават потреблението си и по този начин увеличават печалбата на производителите, несвързани с реализацията на главния проект. Така държавата създава дълготрайни работни места. Чрез данъците от големите проекти правителството изплаща заемите, с които е лансирало скъпо струващите инфраструктурни подобрения.